# José Aparicio Calvo-Rubio
José Aparicio Calvo-Rubio (Aguilar de la Frontera, 1930 - Madrid, 6 de gener de 2014) fou un jurista i polític espanyol, governador civil en els darrers anys del franquisme i primer fiscal antidroga d'Espanya.

## Biografia
Net del diputat Ricardo Aparicio y Aparicio, es llicencià en dret a la Universitat de Granada i va ingressar a la carrera fiscal, exercint a les fiscalies de Badajoz, Sevilla i Madrid. Se'l considerava vinculat a Gonzalo Fernández de la Mora. Fervent monàrquic, ja de jove va ser membre del Consell Privat de Joan d'Espanya. Va ser becat per l'ONU perquè estudiés a Roma sobre els drets humans. Poc després, el gener de 1970 fou nomenat Governador civil de Lleida. Durant el seu mandat va nomenar el conegut ultra Miguel Gómez Benet com a lloctinent de la Guàrdia de Franco a Lleida, va prohibir una conferència de José Luis López Aranguren i va sabotejar la candidatura com a procurador a Corts el 1971 pel terç familiar de Joaquim Arana i Pelegrí i Joan Besa Esteve sota l'acusació d'"atacar el Movimiento Nacional". Ambdós foren posats davant el Tribunal d'Ordre Públic, que els va absoldre el 1973. També va permetre que membres de la Guàrdia de Franco sabotegessin un acte de la candidatura independent a l'ajuntament de Lleida el 1973 liderada per Joaquim Arana, Manuel Lladonosa i Vall-Llebrera i Pere Rosselló Casol.
Va deixar el càrrec el novembre de 1974, quan fou nomenat governador civil de Múrcia, càrrec que va deixar l'agost de 1976 quan fou nomenat governador civil d'Oviedo. Paradoxalment, durant la seva estada a Astúries va mostrar un tarannà conciliador amb els sindicats durant la vaga de transports de 1977 o els disturbis a la Universitat d'Oviedo. Tot i això l'octubre de 1977 fou acusat d'estar vinculat a alguns dels feixistes detinguts acusats de l'atemptat contra la revista El Papus. El juny de 1978 fou cessat com a governador civil i va continuar la seva carrera com a fiscal. Fou escollit president de l'Associació de Fiscal de l'Audiència Provincial de Madrid i en febrer de 1984 fou escollit president nacional de l'Associació de Fiscals. El 1988 fou nomenat primer Fiscal General Antidroga per la Fiscalia General de l'Estat. Durant el seu mandat es va dur a terme l'anomenada operación Mago, va demanar que s'incorporés al Codi Penal la figura del "col·laborador" i va autoritzar els reconeixements vaginals i anals en casos de tràfic de drogues, tot i l'oposició de l'anterior fiscal José Jiménez Villarejo. Sota les eves ordres va treballar el jutge Baltasar Garzón. L'octubre de 1991 va deixar el càrrec per motius de salut i fou destinat a la secció contenciosa del Tribunal Suprem d'Espanya. El 1995 fou nomenat tinent fiscal, número dos de la Fiscalia General de l'Estat. Fins i tot el 1997 el seu nom va sonar com a substitut de Juan Cesáreo Ortiz Úrculo però finalment fou nomenat Jesús Cardenal Fernández. El gener de 2000 fou substituït com a tinent fiscal per José María Luzón.